# Бюи, Пьер де Морне
Пьер де Морне (фр. Pierre de Mornay; ок. 1547 — 1598), сеньор де Бюи, — французский генерал.

## Биография
Сын Жака де Морне, сеньора де Бюи, Ла-Шапель в Вексене, Монтрёй, Файель и Буазмон, и Франсуазы дю Бек, дамы дю Плесси-Марли, старший брат Филиппа дю Плесси-Морне, дальний родственник канцлера Франции Пьера де Морне.
Сеньор де Бюи, Сен-Клер и Ла-Шапель, генеральный наместник Иль-де-Франса.
Служил во всех войнах Генриха III, участвовал в осадах Ла-Рошели (1572—1573), Бруажа (1577), Ла-Фера (1580). Кампмаршал (1.04.1589), в том году служил в Нормандской армии, был при осаде Фалеза, битве при Арке, взятии Ле-Мана и Алансона, в 1590-м участвовал в битве при Иври, осаде Парижа, взятии Фалеза, Лизьё, Понт-Одеме и Онфлёра, затем в осаде Руана, в 1594 году в подчинении Парижа, Лана и Нуайона.
В 1595-м был со значительным подкреплением направлен в Камбре, осажденный испанцами, и должен был пробиваться через вражеские порядки. 7 января того года был пожалован Генрихом IV в рыцари орденов короля, служил при осадах Ла-Фера и Амьена и умер в 1598 году от апоплексии.
По словам Пуллена де Сен-Фуа, в воспоминаниях современников Пьер де Морне часто упоминается как один из самых выдающихся офицеров, но предпринятая историографом ордена Святого Духа попытка найти более подробные сведения об этом сеньоре в жизнеописании его знаменитого брата не дала большого результата.

## Семья
Жена (14.04.1568): Анн д'Анлези (ум. после 29.04.1603), дочь и наследница Жоржа д'Анлези, сеньора де Бюа и де Кантьер, и Мадлен де Мансель
Сын:
- Пьер (ум. 3.02.1637), сеньор де Бюи и де Ла-Шапель, младший лейтенант роты жандармов короля. Жена: Катрин де Савёз, дочь Франсуа де Савёза, сеньора де Букенвиля, и Анны де Элен